# Wiederfindungsrate
Die Wiederfindungsrate (WFR) ist ein Fachbegriff aus der Analytischen Chemie und bezeichnet ein Kriterium zur Bewertung der Richtigkeit von analytischen Verfahren oder Messverfahren.
Sie ist das Verhältnis der Menge eines Analyten, der vor der Probenvorbereitung zu einer Probe hinzugefügt wird, und der Menge dieses Analyten, die als Messergebnis gefunden wird. Der Wert der WFR wird in der Regel in Prozent angegeben.
{\displaystyle {\text{WFR}}={\frac {x_{\text{ist}}}{x_{\text{soll}}}}}
Beträgt die Wiederfindungsrate eines Analyten 100 %, hat es während des gesamten analytischen Verfahrens keine Verluste dieses Analyten gegeben (durch einzelne Verfahrensschritte wie z. B. Zerkleinern, Extraktion, Derivatisierung, Messung). Ist die Wiederfindungsrate geringer (z. B. 70 %), ist dies ein Indiz für Substanzverluste. Der Anteil der Verluste kann überprüft werden durch zusätzliche interne Standards oder durch eine Wiederfindungsfunktion. Dafür wird das Verfahren mehrmals wiederholt, mit unterschiedlichen hinzugefügten Mengen des Analyten (Standard-Additionsverfahren).